# PGC 56363
LEDA/PGC 56363 (auch NGC 6068A) ist eine Linsenförmige Galaxie vom Hubble-Typ S0 im Sternbild Kleiner Bär am Nordsternhimmel. Sie ist schätzungsweise 187 Millionen Lichtjahre von der Milchstraße entfernt und hat einen Durchmesser von etwa 50.000 Lichtjahren. Gemeinsam mit NGC 6068 bildet sie das isolierte, gravitativ gebundenes Galaxienpaar KPG 476 oder Holm 727.